# Salem (poemat)
Salem – poemat cykliczny Cypriana Kamila Norwida z 1852 prezentujący jego ówczesne poglądy polityczne.
Salem jest utworem cyklicznym z wiosny 1852 roku. Został ofiarowany przez poetę księciu Adamowi Czartoryskiemu. Składa się z czterech ogniw, które prezentują ówczesne poglądy polityczne Norwida. Poeta kieruje cztery apostrofy do czterech ówczesnych przywódców politycznych narodu: dwie do przedstawicieli Hotelu Lambert (Czartoryski, Zamoyski), dwie do przywódców mistycznych Emigracji (Mickiewicz i Towiański). Rękopis przechowany w archiwum Adama Czartoryskiego został wydany przez Zenona Przesmyckiego w Warszawie w 1933 w tomie Inedita. Reszta wierszy odszukanych po dziś, a dotąd nie wydanych. Tytuł Salem a właściwie Salam oznacza po arabsku pokój (z tobą), rodzaj ceremonialnego pozdrowienia, w tym wypadku: pozdrowienie, pokłon (wam).
Utwór liczy sobie 256 wersów.